# Natalja Awdiejewa
Natalja Pietrowna Awdiejewa (ros. Наталья Петровна Авдеева, biał. Наталля Пятроўна Аўдзеева, Natalla Piatrouna Audziejewa; ur. 26 maja 1957 w Mohylewie) – radziecka i białoruska działaczka państwowa, związkowa i kulturalna narodowości rosyjskiej, polityk, deputowana do Izby Reprezentantów Zgromadzenia Narodowego Republiki Białorusi II i III kadencji.

## Życiorys
Urodziła się 26 maja 1957 roku w mieście Mohylew, w obwodzie mohylewskim Białoruskiej SRR, ZSRR. Ukończyła Mohylewski Państwowy Instytut Pedagogiczny, uzyskując wykształcenie nauczycielki języka rosyjskiego i literatury, Białoruski Uniwersytet Kultury, uzyskując wykształcenie pracowniczki kulturalno-oświatowej i reżyserki imprez świątecznych oraz Akademię Zarządzania przy Prezydencie Republiki Białorusi, uzyskując wykształcenie specjalistki ds. stosunków międzynarodowych. Pracowała jako sekretarz komitetu Komsomołu w Mohylewskiej Szkole Pedagogicznej, druga sekretarz Centralnego Komitetu Rejonowego Leninowskiego Komunistycznego Związku Młodzieży Białorusi miasta Mohylewa, instruktorka Wydziału Propagandy i Agitacji Centralnego Komitetu Rejonowego Komunistycznej Partii Białorusi miasta Mohylewa, kierowniczka Wydziału Kultury Mohylewskiego Miejskiego Komitetu Wykonawczego, dyrektor artystyczna Mohylewskiego Obwodowego Teatru Lalek, zastępczyni przewodniczącego Mohylewskiego Miejskiego Komitetu Wykonawczego, przewodnicząca Mohylewskiego Komitetu Obwodowego Związku Zawodowego Pracowników Kultury.
21 listopada 2000 roku została deputowaną do Izby Reprezentantów Zgromadzenia Narodowego Republiki Białorusi II kadencji z Mohylewskiego-Centralnego Okręgu Wyborczego Nr 71. Pełniła w niej funkcję zastępczyni przewodniczącego Stałej Komisji ds. Edukacji, Kultury, Nauki i Postępu Naukowo-Technicznego. Była członkinią deputackiego zjednoczenia „Za Związek Ukrainy, Białorusi i Rosji”, grup deputackich „Jedność” i „Przyjaciele Bułgarii”. Pełniła funkcję przewodniczącej rady specjalnej fundacji Prezydenta Republiki Białorusi na rzecz wsparcia utalentowanej młodzieży. 16 listopada 2004 roku została deputowaną do Izby Reprezentantów III kadencji z Mohylewskiego-Centralnego Okręgu Wyborczego Nr 72. Pełniła w niej funkcję zastępczyni przewodniczącego tej samej komisji. Była także deputowaną do Zgromadzenia Parlamentarnego Związku Białorusi i Rosji. Pełniła w niej funkcję członkini Komisji ds. Polityki Socjalnej, Nauki, Kultury i Zagadnień Humanistycznych. Jej kadencja w Izbie Reprezentantów zakończyła się 27 października 2008 roku.
Natalja Awdiejewa jest narodowości rosyjskiej. 24–25 października 2006 roku uczestniczyła w forum w Petersburgu, na którym zgromadzili się przedstawiciele Rosjan mieszkających poza granicami Rosji. W jego trakcie podkreślała dominującą pozycję języka rosyjskiego na Białorusi.

## Krytyka
Udział Natalji Awdiejewej w forum Rosjan w Petersburgu skrytykowała białoruska Konserwatywno-Chrześcijańska Partia - BNF. Zdaniem jej przedstawiciela Siarhieja Papkoua Awdiejewa wyraziła w ten sposób poparcie dla polityki prezydenta Federacji Rosyjskiej Władimira Putina, zmierzającej, według niego, do asymilacji narodu białoruskiego.

## Nagrody i odznaczenia
- Medal Franciszka Skaryny;
- Gramota Pochwalna Zgromadzenia Narodowego Republiki Białorusi[2];
- laureatka republikańskiego konkursu wokalistów[1].

## Życie prywatne
Natalja Awdiejewa jest mężatką, ma dwóch synów.